# بلدية جرش
بلدية جرش الكبرى إحدى بلديات المملكة الأردنية الهاشمية وتقع شمال العاصمة عمان ب (40) كم وتصنف من الفئة الأولى كمركز لقصبة المحافظة. تتوسط بين محافظات العاصمة والبلقاء جنوبا والزرقاء والمفرق شرقا واربد شمالا وعجلون غربا. تأسست عام 1910.

## البلديات
- بلدية جرش الكبرى.
- بلدية النسيم.
- بلدية المعراض.
- بلدية باب عمان.
- بلدية برما.